# Castilleja virgayoides
Castilleja virgayoides là loài thực vật có hoa thuộc họ Cỏ chổi. Loài này được Edwin mô tả khoa học đầu tiên năm 1970.